# Congruência (relatividade geral)
Na relatividade geral, uma congruência (mais propriamente, uma congruência de curvas) é o conjunto de curvas integrais de um campo vetorial ("desaparecendo para lugar algum") em uma variedade Lorentziana de quatro dimensões que é interpretado fisicamente como um modelo de espaço-tempo. Muitas vezes, essa variedade será tomada como sendo uma solução exata ou aproximada para equações de campo de Einstein.